# イーガン予想
イーガン予想（イーガンよそう、英: Egan conjecture）は2つの超球面について、一方に完全に含まれ、もう一方を囲みこむような単体を持つ、超球面の半径と中心の距離に関する必要十分条件に関する予想である。イーガン予想はウィリアム・チャップル（後に、レオンハルト・オイラー）の発見した等式である、オイラーの定理の一般化である。オイラーの定理はまた、ポンスレの閉形問題の特殊な場合で、3次元のグレース＝ダニエルソン不等式（Grace–Danielsson inequality）となる。
2014年にオーストラリアの数学者兼SF小説家のグレッグ・イーガンにより提案され、2018年に十分性が、2023年に必要性が証明された。

## 2,3次元
任意の三角形（2次元単体）は内接円と外接円（1次元球面）を持つ。それぞれの半径を{\displaystyle r,R}、また内心と外心の距離を{\displaystyle d}とすると、オイラーの定理によれば次の式が成立する。
{\displaystyle d^{2}=R(R-2r)},
1746年にチャップル、1765年にオイラーがそれぞれ独自に証明した。逆に、上の式を満たす2円はそれぞれを内接円、外接円とする三角形を持つ。
2つの球面（2次元球面）の半径をそれぞれ{\displaystyle r,R\ (r<R)}、中心の距離を{\displaystyle d}とする。グレース＝ダニエルソン不等式によれば、半径{\displaystyle R}の球面に完全に含まれ、半径{\displaystyle r}の球面を完全に囲む、非正単体の三角錐（3次元単体）をもつ必要十分条件は次の式で表される。
{\displaystyle d^{2}\leq (R+r)(R-3r)}.
この結果は1917年にジョン・ヒルトン・グレース、1949年にG・ダニエルソンによって独自に証明された。アンソニー・ミルンはグレース＝ダニエルソン不等式と量子情報理論の関連性について述べた。 

## 予想
n次元ユークリッド空間{\displaystyle \mathbb {R} ^{n}}（{\displaystyle n\geq 2}）上の、半径が{\displaystyle r,R\ (r<R)}である{\displaystyle n-1}球面について、半径{\displaystyle R}の球面に完全に含まれ、半径{\displaystyle r}の球面を完全に囲むn次元単体が存在する必要十分条件は次の式で表される。
{\displaystyle d^{2}\leq (R+(n-2)r)(R-nr)}.
この予想は2014年にグレッグ・イーガンに提案された。
{\displaystyle n=1}の場合でも、{\displaystyle d\leq R-r}となり明らかに式は成り立つ。0次元球面は単に点、1次元単体は単に区間（線分）となるため、2点間の区間を選べばよいためである。
この定理はn次元におけるオイラーの不等式を含んでいる。

## 状況
2014年、イーガンはジョン・C・バイエズのブログで、この予想の十分性を示した。ウェブサイトの再編成に伴い、一度もとのブログは消滅してしまったが、その中心部は元のブログにコピーされて残っている。2018年4月16日、イーガンは楕円体に一般化された予想について言及した。2023年10月16日、セルゲイ・ドロズコフはArXiv上でイーガン予想の必要性を示す論文を発表した。